# نجلاء عثمان التوم
نجلاء عثمان التوم (مواليد 1975) كاتبة وشاعرة ومترجمة سودانية يكتب باللغة العربية . كما قامت بترجمة قصص قصيرة لكتاب سودانيين آخرين إلى اللغة الإنجليزية. تعيش في السويد منذ عام 2012.

## سيرة
انضمت نجلاء عثمان التوم إلى المشهد الأدبي في السودان في أوائل العقد الأول من القرن الحادي والعشرين. في عام 2001 شاركت في معرض الكتاب الدولي في أبو ظبي، وفي عام 2007 شاركت في معرض القاهرة للكتاب وفعالية الكتاب التي نظمتها المجلس الثقافي البريطاني .  نشرت مجموعتها الشعرية الأولى، والتي تحمل عنوان "عقيدة النحافة " في القاهرة عام 2006. في عام 2016، نشرت مجموعتها الشعرية الثانية في إسطنبول. تم نشر الترجمات الإنجليزية لقصائدها في مجلة بانيبال العدد 55: الأدب السوداني اليوم .  كما نشرت بعض قصائدها أيضًا في الأنطولوجيا الشعرية "الشعر السوداني الحديث" التي أعدها المترجم والمحرر عادل بابكر ،  الذي علق قائلاً: "بصفتها كاتبة في تقليد أدبي يهيمن عليه الرجال، كان على نجلاء التعامل مع الأسئلة المعقدة المتعلقة بالصوت والفردية والمحرمات والصورة والأداء الكاتبة الأنثى".

## أعمال
- منزلة الرمق، القاهرة 2006، شعر، OCLC 681602925
- الجريمة الخالدة ذات الأقراط [ الجريمة الأبدية ذات الأقراط ]، جوبا، 2018، قصص قصيرة، ISBN 9789776597358
- ألحان السرعة [ أنغام السرعة ] جوبا، 2018، قصص قصيرة، OCLC 1261768475

## قراءة إضافية
- بابكر، عادل (محرر) (2019). الشعر السوداني الحديث: مختارات . لينكولن، نبراسكا، الولايات المتحدة الأمريكية.(ردمك 978-1-4962-1563-5)رقم ISBN 978-1-4962-1563-5
- كورماك، رالف وشموكلر، ماكس (المحرران) (2016) كتاب الخرطوم. مدينة في قصة قصيرة .(ردمك 9781905583720)رقم ISBN 9781905583720